# Gebruik me
Gebruik me is een lied van de Nederlandse zangeres Zoë Tauran in samenwerking met rapper Frenna. Het werd in 2022 als single uitgebracht en stond in 2023 als tiende track op het titelloze debuutalbum van Tauran.

## Achtergrond
Gebruik me is geschreven door Zoë Tauran, Francis Junior Edusei, Carlos Vrolijk en Brahim Fouradi en geproduceerd door Project Money. Het is een nummer uit de genres nederhop en nederpop. In het lied wordt een ongezonde relatie beschreven. De liedverteller houdt veel van de ander, maar weet dat de ander niet van de haar houdt. Toch wil ze bij de ander zijn, tot zo ver dat ze vraag of de ander haar "gebruikt", om toch een beetje liefde te voelen. Tauran vertelde dat ze de situatie die in het nummer wordt beschreven, zelf heeft meegemaakt. Het is de eerste keer dat de twee artiesten met elkaar samenwerken.

## Hitnoteringen
De artiesten hadden succes met het lied in de Nederlandse hitlijsten. In de Single Top 100 kwam het tot de tweede plek en was het zestien weken te vinden. De piekpositie in de Top 40 was de 27e plaats. Het stond vier weken in deze hitlijst.